# Misura a valori di proiettore
In matematica, in particolare in analisi funzionale, una misura a valori di proiettore è una funzione definita su un certo sottoinsieme di un insieme fissato i cui valori restituiti sono proiettori autoaggiunti su uno spazio di Hilbert. 
Le misure a valori di proiettore sono usate per esprimere i risultati della teoria spettrale, come il teorema spettrale per operatori autoaggiunti.

## Definizione
Sia {\displaystyle \Omega } un sottoinsieme chiuso di {\displaystyle \mathbb {R} }. Si definisce misura a valori di proiettore un insieme di proiezioni ortogonali {\displaystyle \{P_{\Omega }\}} che soddisfa le proprietà:
- {\displaystyle P_{\emptyset }=0} e {\displaystyle P_{(-a,a)}=I} per qualche {\displaystyle a}.

- Sia {\displaystyle \Omega } una famiglia di insiemi tale che:

{\displaystyle \Omega =\bigcup _{i=1}^{\infty }\Omega _{i}\qquad \Omega _{i}\cap \Omega _{j}=\emptyset \quad i\neq j}
allora si ha:
{\displaystyle P_{\Omega }=\lim _{N\to \infty }\sum _{i=1}^{N}P_{\Omega _{i}}}
dove il limite è in senso forte.
Si tratta di una misura limitata, e dalla definizione segue l'ulteriore proprietà:
{\displaystyle P_{\Omega _{1}}P_{\Omega _{2}}=P_{\Omega _{1}\cap \Omega _{2}}\ }
Se si considera uno spazio topologico {\displaystyle X} sul quale è definita una sigma-algebra di Borel {\displaystyle M}, una misura a valori di proiettore è una funzione {\displaystyle P_{\Omega }} definita su {\displaystyle M} ed a valori nello spazio dei proiettori ortogonali definiti su uno spazio di Hilbert di dimensione finita {\displaystyle H}. In tal caso gli insiemi {\displaystyle \{\Omega _{i}\}} utilizzati nella definizione sono gli elementi della sigma-algebra di Borel {\displaystyle M}, e si ha {\displaystyle P_{X}=I}.
Ad esempio, si consideri lo spazio di Hilbert {\displaystyle H=L^{2}(X,\mu )}, dove {\displaystyle \mu } è una misura di Borel. Si può definire una misura a valori di proiettore nel seguente modo:
{\displaystyle (P_{E}\psi )(x)=\chi _{E}(x)\psi (x)\qquad \forall \psi \in L^{2}(X,\mu )\quad \forall E\in M}
per quasi ogni {\displaystyle x}.

## Integrazione rispetto ad una misura a valori di proiettore
Sia data una famiglia di insiemi misurabili mutuamente disgiunti {\displaystyle E_{i}} ed una funzione semplice:
{\displaystyle s=\sum _{i=1}^{n}a_{i}\chi _{E_{i}}\quad a_{i}\in \mathbb {C} }
dove {\displaystyle \chi _{E_{i}}} è la funzione indicatrice relativa all'insieme {\displaystyle E_{i}} per ogni i ed i numeri {\displaystyle a_{i}} sono disgiunti. 
Si può definire l'integrale di {\displaystyle s} rispetto ad una misura a valori di proiettore {\displaystyle P} nel seguente modo:
{\displaystyle \int _{X}sdP:=\sum _{i=1}^{n}a_{i}P(E_{i})}
Si dimostra che l'estensione di tale operatore integrale dallo spazio delle funzioni semplici allo spazio di Banach delle funzioni {\displaystyle f:X\to \mathbb {C} } limitate e misurabili rispetto alla sigma algebra di Borel {\displaystyle M} è unica. Si definisce in questo modo l'operatore integrale positivo:
{\displaystyle \int _{E}f(x)dP(x):=\int _{X}\chi _{E}f(x)dP(x)\quad E\in M}
rispetto alla misura a valori di proiettore {\displaystyle P}:
{\displaystyle P_{E}=\int _{X}\chi _{E}dP(x)\ }
Detto inoltre {\displaystyle {\mbox{supp}}(P)} il supporto di {\displaystyle P}, si dimostra che:
{\displaystyle \int _{X}f(x)dP(x)=\int _{{\mbox{supp}}(P)}f(x)dP(x)\ }

## Misura associata ad un operatore
Sia {\displaystyle X} uno spazio topologico sul quale è definita una sigma-algebra di Borel {\displaystyle M}, sia {\displaystyle H} uno spazio di Hilbert e {\displaystyle P} una misura a valori di proiettore. Per ogni {\displaystyle \phi ,\psi \in H} il prodotto interno:
{\displaystyle \mu _{\phi ,\psi }(E):=(\phi ,P_{E}\psi )=\left(\phi ,\int _{X}\chi _{E}dP(x)\psi \right)\quad E\in M}
rappresenta una misura di Borel complessa. In particolare, la misura {\displaystyle \mu _{\phi }:=\mu _{\phi ,\phi }} viene detta misura spettrale associata a {\displaystyle \phi }.
Attraverso una misura del tipo di {\displaystyle \mu _{\phi }} si può definire l'operatore di integrazione rispetto ad una misura a valori di proiettore anche nel caso in cui {\displaystyle f} non sia limitata, a patto di utilizzare l'insieme:
{\displaystyle \Delta _{f}:=\{\phi \in H:\int _{X}|f(x)|^{2}d\mu _{\phi }(x)<+\infty \}}
come dominio dell'applicazione:
{\displaystyle \int _{X}f(x)dP(x):\phi \to \int _{X}f(x)dP(x)\phi =\lim _{n\to \infty }\int _{X}f_{n}(x)dP(x)\phi }
che definisce in questo modo un operatore lineare chiuso e limitato, che è l'integrale di {\displaystyle f} rispetto a {\displaystyle P}. L'insieme {\displaystyle \Delta _{f}} è un sottospazio denso in {\displaystyle H}, ed il secondo membro è caratterizzato dal fatto che la funzione {\displaystyle f} può essere vista come il limite di una successione {\displaystyle f_{n}} di funzioni misurabili e limitate convergente nella norma di {\displaystyle L^{2}(X,\mu _{\phi })}.
Sia {\displaystyle f} una funzione definita sul supporto di {\displaystyle P} tale che sia inoltre limitata e misurabile rispetto alla sigma-algebra di Borel. Per il teorema di rappresentazione di Riesz esiste un unico operatore:
{\displaystyle B:=\int f(\lambda )dP_{\lambda }\ }
che soddisfa la relazione:
{\displaystyle (\phi ,B\phi )=\int f(\lambda )d\mu _{\phi }=\int f(\lambda )d(\phi ,P_{\lambda }\phi )\quad \forall \phi \in H}
dove {\displaystyle d\mu _{\phi }=d(\phi ,P_{\lambda }\phi )} denota l'integrazione rispetto alla misura {\displaystyle \mu _{\phi }=(\phi ,P\phi )}.

### Decomposizione spettrale di operatori normali e autoaggiunti
Sia {\displaystyle A} un operatore normale limitato definito su uno spazio di Hilbert {\displaystyle H}. Il teorema di decomposizione spettrale per operatori normali afferma che esiste un'unica misura a valori di proiettore {\displaystyle P^{A}} tale per cui:
{\displaystyle A=\int _{\sigma (A)}zdP^{A}(x,y)\qquad z:=(x,y)\to x+iy\in \mathbb {C} \quad (x,y)\in \mathbb {R} ^{2}}
dove {\displaystyle \sigma (A)={\mbox{supp}}(P^{A})} è lo spettro di {\displaystyle A}. Si dice che {\displaystyle P^{A}} è la misura a valori di proiettore associata ad {\displaystyle A}.
In particolare, se {\displaystyle A} è un operatore autoaggiunto si può definire una misura a valori di proiettore limitata:
{\displaystyle P^{A}(\Omega )=\chi _{\Omega }(A)\ }
definita sullo spettro {\displaystyle \sigma (A)} di {\displaystyle A}. Tale misura può essere univocamente associata ad {\displaystyle A} nel seguente modo:
{\displaystyle (\phi ,f(A)\psi ):=\int _{\sigma (A)}f(\lambda )d(\phi ,P^{A}(\lambda )\psi )\quad \forall \phi ,\psi \in H}
per ogni funzione misurabile limitata {\displaystyle f}, e in tal caso si ha:
{\displaystyle A=\int _{\sigma (A)}\lambda dP^{A}\qquad f(A)=\int _{\sigma (A)}f(\lambda )dP^{A}}
La formula a sinistra è detta diagonalizzazione di {\displaystyle A}.
Se da un lato è possibile definire univocamente un operatore autoaggiunto (o, più in generale, un operatore normale) {\displaystyle A} a partire da una misura a valori di proiettore, dall'altro se è possibile diagonalizzare {\displaystyle A} tramite una misura a valori di proiettore limitata {\displaystyle P^{A}} allora {\displaystyle P^{A}} è la misura a valori di proiettore associata univocamente ad {\displaystyle A}. Ogni operatore limitato autoaggiunto {\displaystyle A} può dunque essere messo in corrispondenza biunivoca con una misura a valori di proiettore limitata {\displaystyle P^{A}}.

#### Operatori autoaggiunti non limitati
Si consideri un operatore autoaggiunto {\displaystyle A} non limitato. Attraverso la trasformata di Cayley {\displaystyle U(A)} associata ad {\displaystyle A}:
{\displaystyle U(A)=(A-\mathbf {i} I)(A+\mathbf {i} I)^{-1}\qquad A=\mathbf {i} (I+U(A))(I-U(A))^{-1}}
è possibile definire, a partire da {\displaystyle A}, una misura a valori di proiettore {\displaystyle P^{U(A)}} nel modo seguente:
{\displaystyle P^{A}(\Omega ):=P^{U(A)}(U(\Omega ))\qquad \Omega \subset \sigma (A)}
L'insieme {\displaystyle \Omega } è un borelliano contenuto nello spettro (reale) {\displaystyle \sigma (A)} di {\displaystyle A}, e {\displaystyle U(\Omega )} è il risultato ottenuto applicando la trasformata di Cayley su {\displaystyle \mathbb {C} }.
Si dimostra che se la funzione identità, definita su {\displaystyle \sigma (A)}, è di classe {\displaystyle L^{2}} rispetto alla misura {\displaystyle (x,P^{A}(\Omega )x)}, allora {\displaystyle P^{U(A)}} definisce una misura a valori di proiettore su {\displaystyle \sigma (A)}.
In particolare, è possibile scrivere:
{\displaystyle A=\int _{\sigma (A)}\lambda dP^{A}(\lambda )}
Anche nel caso di {\displaystyle A} non limitato la corrispondenza tra {\displaystyle A} ed una misura a valori di proiettore è biunivoca.

## Proiezioni e spettro di un operatore
Le proiezioni spettrali sono uno strumento che permette di caratterizzare le proprietà dello spettro {\displaystyle \sigma (A)} di un operatore autoaggiunto {\displaystyle A}. In primo luogo si dimostra che un numero {\displaystyle \lambda } appartiene a {\displaystyle \sigma (A)} se e solo se per ogni {\displaystyle \varepsilon >0} è soddisfatta la seguente condizione:
{\displaystyle P_{(\lambda -\varepsilon ,\lambda +\varepsilon )}(A)\neq 0}
Un tale approccio permette inoltre di suddividere lo spettro in due sottoinsiemi:
- Lo spettro essenziale di {\displaystyle A} è l'insieme {\displaystyle \sigma _{ess}(A)} dei numeri {\displaystyle \lambda } tali per cui per ogni {\displaystyle \varepsilon >0} il rango di {\displaystyle P_{(\lambda -\varepsilon ,\lambda +\varepsilon )}(A)} ha dimensione infinita. Si dimostra che tale insieme è chiuso. In modo equivalente, {\displaystyle \lambda } appartiene a {\displaystyle \sigma _{ess}(A)} se e solo se è un autovalore che ha molteplicità infinita.

- Si definisce spettro discreto di {\displaystyle A} l'insieme {\displaystyle \sigma _{disc}(A)} dei numeri {\displaystyle \lambda } tali per cui per ogni {\displaystyle \varepsilon >0} il rango di {\displaystyle P_{(\lambda -\varepsilon ,\lambda +\varepsilon )}(A)} ha dimensione finita. In modo equivalente, {\displaystyle \lambda } appartiene a {\displaystyle \sigma _{disc}(A)} se e solo se è un punto isolato di {\displaystyle \sigma (A)} ed è un autovalore che ha molteplicità finita.

## Estensioni delle misure a valori di proiettore
Se {\displaystyle \pi } è una misura a valori di proiettore su {\displaystyle (X,M)}, allora la mappa:
{\displaystyle \mathbf {1} _{A}\mapsto \pi (A)}
estende a mappa lineare su uno spazio vettoriale di funzioni gradino su {\displaystyle X}.